# Pixiv
Pixiv (ピクシブ, Pikushibu) est une communauté en ligne japonaise pour artistes. Il a été lancé pour la première fois en test bêta le 10 septembre 2007 par Takahiro Kamitani et Takanori Katagiri. Le siège social de Pixiv Inc. se situe à Sendagaya, Shibuya, Tokyo, Japon. En septembre 2016, le site comptait plus de vingt millions de membres, plus de 43 millions de soumissions et recevait plus de 3,7 milliards de pages vues par mois. Pixiv a pour objectif de fournir aux artistes un lieu où exposer leurs illustrations et obtenir des retours via un système de notation et les commentaires des utilisateurs. Les travaux sont organisés dans une structure de tag étendue qui constitue la colonne vertébrale du site.

## Histoire
À partir de l'idée du programmeur Takahiro Kamitani, qui est lui-même un artiste connu sous le nom Bakotsu sur le site, Pixiv a été lancé le 10 septembre 2007 en tant que test bêta. Lorsque le nombre d'utilisateurs a dépassé 10 000, dix-neuf jours seulement après son lancement, il est devenu difficile pour Kamitani de conserver Pixiv seul, ce qui l'a amené à créer Crooc Inc., le 1er octobre 2007. Le site Web a subi une mise à niveau majeure le 18 décembre 2007 en une version similaire à la version actuelle du site. Alors que le site Web n'était à l'origine disponible qu'en japonais, le chinois a été la première langue supplémentaire proposée en raison de la tendance croissante des inscrits internationaux de Taiwan et de la Chine ; il y a également un nombre croissant de personnes inscrites aux États-Unis et en Corée du Sud,.  En 2009, une version en langue anglaise était considérée comme la plus basse en termes de priorité mais a ensuite été mise en place au début de 2011. L'internationalisation du site Web s'est poursuivie avec l'ajout du français, du coréen, du russe et du thaï. Certains pays européens ayant un nombre élevé de visites sur le site, tels que l'Allemagne, l'Italie et la France, seront également pris en compte. La société de gestion Crooc a été renommée Pixiv Inc. le 1er novembre 2008. Le Directeur général de Pixiv Inc. est Takanori Katagiri.

## Caractéristiques
Un abonnement gratuit est nécessaire pour naviguer sur le site. Le concept principal de Pixiv est de permettre aux utilisateurs de soumettre leurs propres illustrations d'art, ce qui exclut la plupart des formes de photographie ; l'écriture créative peut également être soumise. Les utilisateurs peuvent participer à un réseau social sur lequel on peut évaluer les contributions, laisser des commentaires sur des œuvres d'art et modifier les tags de chaque entrée. En raison de la flexibilité des balises, les utilisateurs peuvent démarrer des événements de participation impromptus générés par les utilisateurs, au cours desquels les utilisateurs soumettent des illustrations relatives à un sujet spécifique commun. Chaque utilisateur dispose d’un Bulletin board system personnel où d’autres utilisateurs peuvent laisser des messages. On peut également répondre aux images avec une autre image, appelée « réponse d'image ». Pixiv se distingue de DeviantArt, son homologue occidental le plus connu, en ce sens qu’il autorise la publication de pornographie hard sur le site, bien que les organes génitaux soient censurés de manière à être conformes aux lois japonaises relatives à l’obscénité. Les images telles que celles-ci, ou d'autres images ne convenant pas aux enfants, telles que des images grotesques, sont séparées des autres contenus via un filtre qui peut être activé ou désactivé via le profil de l'utilisateur. La majorité des contributions sont des fan arts de animes, mangas et jeux vidéo, ou des œuvres d'art originales qui ressemblent à ces formes d'art. La politique globale du site Web inclut la protection de la vie privée de tous les utilisateurs de Pixiv, l'interdiction de publier des œuvres d'autrui, la réimpression d'œuvres d'autres personnes sans autorisation et la publicité pour le commerce. Le slogan anglais actuel est « C'est amusant de dessiner! » mais les versions précédentes utilisaient une traduction littérale du slogan japonais お絵かきがもっと楽しくなる場所 (Oekaki ga motto tanoshiku naru basho) comme « un endroit où dessiner devient plus agréable. » Cela explique le sous-titre "Pixiv, la communauté d’artistes en ligne, a pour objectif d’être ce lieu".

### Événements formels
Des événements officiels sont périodiquement organisés sur Pixiv pour rassembler la participation à des événements officiels autour d’un thème commun en fonction de la période de l’année; ces événements tournent autour de l'illustration soumise par l'utilisateur. Tout au long de l'année, des événements saisonniers se produisent, tels que des liens avec les jours fériés tels que Halloween, Noël, le Nouvel An et Tanabata. Pendant une période déterminée, une section du site Web est consacrée à ces soumissions saisonnières, et certains aspects du site Web, tels que la conception du logo et le système de classement par étoiles, sont modifiés; Par exemple, les étoiles sont des citrouilles lors de la fête d'Halloween. À la suite de l’événement Tanabata de la mi-2008, des prix sont offerts par des sponsors ou par Pixiv lui-même aux participants de l’événement dont l’art s'avère être populaire auprès de la communauté. En dehors des événements saisonniers, les sponsors peuvent également travailler avec Pixiv sur des événements de relations publiques, offrant à nouveau des prix aux utilisateurs présentant les œuvres les plus populaires. Pixiv a organisé un événement appelé « Doodle 4 Pixiv », un événement inspiré par le concours Doodle4Google de Google, compétition au cours de laquelle les membres participants prennent le logo Pixiv et le modifient en quelque sorte.
Avant la convention Comiket 73 de décembre 2007, les utilisateurs avaient créé un catalogue Pixiv Edition C73 sur le site Web à l’aide des tags figurant sur les images. Après cela, Pixiv a commencé à créer une section du site Web destinée aux membres participant à Comiket. Comiket 74 en août 2008. Cela permet aux utilisateurs de rechercher dans un catalogue par cercles dōjin et par nom d'utilisateur, qui inclut également des informations sur l'emplacement du cercle d'un utilisateur dans le centre des congrès. Dans le même ordre d'idées, en raison du niveau élevé de contributions de fan art de Touhou Project au site Web (environ 3,9 % du total des soumissions), Pixiv établit également un catalogue similaire pour la convention annuelle Reitaisai Touhou.

## Traits

### Page d'accueil
Lorsque la page d'accueil de Pixiv est affichée lorsqu'elle n'est pas connectée, une sélection aléatoire des contributions les plus récentes et les mieux notées au site Web est prévisualisée sous forme de miniatures. Un ensemble de balises des dernières soumissions est présenté dans un nuage de mots-clés sous les illustrations. Une fois connecté, six des illustrations les plus récentes apparaissent en haut de l'écran et plusieurs classements parmi les trois premiers figurent: quotidien, populaire parmi les hommes, novice et original pour les illustrations, ainsi qu'un classement quotidien pour les contributions écrites. Les autres classements qui ne figurent pas sur la première page incluent les résultats hebdomadaires, mensuels et populaires parmi les femmes. Des nuages de mots-clés sont affichés, ainsi que des événements officiels et de nouvelles illustrations d'artistes préférés. Une sélection aléatoire d'artistes préférés de l'utilisateur, avec des liens vers leurs pages utilisateur, peut être visualisée sous l'image de profil de l'utilisateur située à gauche. Deux utilisateurs ont la possibilité de consulter leurs évaluations antérieures et les commentaires laissés sur les images. Un lien pour accéder à la version adulte de la page d'accueil est également disponible, s'il est activé.

### Pages utilisateur
Sur la page d' utilisateur de l' utilisateur donné, trois soumissions les plus récentes de l'utilisateur sont visionnés sous forme de vignettes, ainsi que trois plus récemment de l'utilisateur des images marque-pagés, et les trois réponses d'images les plus récentes de l'utilisateur qui a répondu aux observations d'un autre utilisateur. Une sélection d'artistes préférés des utilisateurs est disponible, avec des liens vers la liste complète des artistes divisés entre "utilisateurs favoris" et "mes choix". Un profil court détaillant les informations de base de l'artiste, telles que son surnom, son anniversaire, son sexe et son lieu de résidence est disponible, ainsi qu'une brève présentation personnelle. Un profil supplémentaire détaillant l'espace de travail d'un artiste est également disponible. Chaque utilisateur a une image de profil utilisée pour distinguer l'artiste qui apparaît au-dessus de son nom d'utilisateur sur sa page d'utilisateur. Chaque utilisateur reçoit un simple BBS personnel sur lequel l'utilisateur, ou toute autre personne, peut rédiger des commentaires avec une limite de 140 caractères. Seules les 60 entrées les plus récentes peuvent être visualisées.

### Soumissions
Un utilisateur peut soumettre un nombre illimité d'images, mais doit attendre cinq minutes entre les soumissions. Lors de la recherche de contributions, le nombre d'utilisateurs ayant mis en signet une image donnée apparaît sous la vignette sous la forme "# users" en bleu et le nombre d'utilisateurs ayant donné une réponse à une image donnée apparaît également sous la vignette sous la forme "# res" en rouge. Si une image soumise dépasse 600 x 600 pixels, elle apparaîtra sur la page de l'image en tant qu'image de 600 pixels et ouvrira une nouvelle fenêtre ou un nouvel onglet du navigateur contenant l'intégralité de l'image. Il est possible pour un utilisateur d'évaluer chaque soumission une fois par période de 24 heures avec une échelle d'icônes en forme d'étoile de une à dix (de la plus haute à la plus basse). Le nombre de fois qu'une image a été évaluée, le score total et le nombre de vues d'une image sont affichés au-dessus des étoiles. Un résumé de l'image écrite par l'artiste apparaît au-dessus de l'image avec son titre.
Il est possible de faire un bref commentaire sur une image avec une limite de 140 caractères; les 20 commentaires les plus récents sont publiés et il est possible pour un utilisateur de supprimer ses propres commentaires. Un ensemble de tags est attaché à chaque image et peut être édité par n'importe quel utilisateur de Pixiv, et toute étiquette peut être ajoutée, même des étiquettes trop spécifiques contenant des phrases complètes; Cependant, seules dix balises par image sont autorisées. Si une soumission a reçu une réponse image, les cinq réponses les plus récentes sont visualisées sous forme de vignettes sous la ligne de saisie des commentaires, avec un lien vers la liste complète des réponses image. Les aperçus des soumissions peuvent être intégrés à d'autres sites Web, tels que des blogs, qui renvoient à la page de l'image sur Pixiv.

### Tags
Les tags sont une caractéristique importante de Pixiv qui permet de regrouper des images dans des thèmes et des sujets communs. Bien que chaque image ne dispose que de dix tags, l’artiste ayant posté une image donnée peut choisir les tags à verrouiller ou à déverrouiller; si une étiquette donnée est déverrouillée, tout utilisateur peut l'enlever ou la modifier. Tout utilisateur peut ajouter des balises supplémentaires et il est possible de signaler toute balise désagréable ou diffamatoire. Une section du site Web contient une liste des 5 000 balises les plus utilisées du site, avec les balises les plus utilisées en haut; deux balises les plus utilisées sont "Touhou" et "original" avec plus d'un million de soumissions chacune. Une autre section du site Web indique le nombre d'utilisateurs qui ont des images avec des balises communes. par exemple, la balise "originale" est le plus utilisée par les utilisateurs. Il existe des options de recherche avancées pour rechercher des images par taille, format d'image et outils utilisés.

### Favoris
Il est possible de mettre en marque-page les images favorites et de les rendre facilement consultables via la page utilisateur de l'utilisateur. Les signets sont organisés par balises et un commentaire bref sur l'image peut être ajouté par le signet. Le nombre d'images qu'un signet peut être mémorisé est illimité et les images sont répertoriées par ordre croissant, le plus récent ou le plus ancien. Les images marquées par un utilisateur sont accessibles à tout utilisateur. Un utilisateur peut ajouter d'autres utilisateurs à leurs "utilisateurs favoris", qu'ils soient publics ou privés, et sont répertoriés par le plus récemment ajouté. Un utilisateur peut ajouter ses amis sous "my picks" (ou "my Pixiv"), ce qui apparaît dans une liste publique organisée en fonction de l'ordre dans lequel les membres ont rejoint Pixiv, en commençant par le plus tôt.

### Pixiv Premium
Lancés le 1er avril 2009, les utilisateurs peuvent s'acquitter d'une taxe de 525 yens par mois pour obtenir un compte mis à niveau appelé Pixiv Premium. Les utilisateurs possédant des comptes premium bénéficient de divers privilèges spéciaux, tels que le fait d'essayer de nouveaux services plus tôt que les autres membres, de trier les résultats de la recherche par popularité et d'obtenir un traitement préférentiel lors des événements organisés via le site Web.
Les utilisateurs Premium reçoivent 2 000 Pixiv Points (abrégés pp) par mois, qu’ils donnent aux autres qu’ils aiment et qu’ils supportent via un bouton "goodP" visible sur la page utilisateur de chaque utilisateur. Il est possible d'envoyer entre 10 et 500 points à la fois. Un tiers non lié à l'échange de points entre deux utilisateurs ne sera pas informé que des points ont été échangés; ils sont conçus comme une fonctionnalité privée entre deux utilisateurs pour exprimer leur gratitude ou leur gratitude. Si des points gagnés au cours d'une période de 30 jours ne sont pas utilisés dans un délai d'un an, ils expirent. Il est prévu d'utiliser les points pour les échanger pour des produits Pixiv originaux.

### Communauté événementielle
Les membres Premium peuvent utiliser la partie du site Web consacrée à la communauté d'événements qui permet aux utilisateurs d'organiser des événements hors site. Seuls les utilisateurs Premium peuvent organiser les événements, mais tout membre de Pixiv peut afficher les événements dans un calendrier public et tout membre peut rejoindre l'un des événements. Tous les événements sont destinés aux membres de Pixiv qui se rencontrent hors ligne dans le cadre d’événements organisés par les utilisateurs pour présenter l’art, le dōjinshi ou tout autre élément lié à Pixiv. Les événements ne peuvent être planifiés que trois mois à l’avance et chaque membre premium ne peut organiser qu’un événement à la fois, bien qu’il puisse rejoindre le nombre de souhaits souhaité. Seuls les événements liés à Pixiv peuvent être organisés dans la communauté d'événements et, si un événement jugé inapproprié, est supprimé. Jusqu'à trois personnes peuvent se voir attribuer le statut de cogestionnaire sur Pixiv pour un événement.

### Autre
La fonctionnalité de recherche sur le site Web permet à un utilisateur de rechercher des images via leurs balises, leurs titres et leurs légendes. Une fonction de recherche par balises aléatoires est disponible, qui exclut les images pour adultes, où un ensemble de quarante images sont affichées sous forme de vignettes. Les utilisateurs peuvent être trouvés via une fonctionnalité de recherche spécifique qui recherche des correspondances avec les profils des utilisateurs. Il est possible d'envoyer un message à d'autres utilisateurs avec une limite de 10 à 10 000 caractères. Une version pour téléphone mobile du site Web est disponible, appelée Pixiv Mobile ou Pikumoba (ピクモバ) en abrégé.

## Expositions

### Pixiv Festa
Entre le 27 février et le 1er mars 2009, Pixiv a tenu sa première convention, Pixiv Festa, à la galerie East Design Festa à Omotesandō, Tokyo, Japon. L'événement consistait en plusieurs expositions de 145 artistes différents. Les participants pouvaient librement interagir avec les expositions d'art de trois façons différentes: en attribuant une note à une étoile, de commenter une image ou en modifiant les tags d'une entrée à une autre. Les participants ont reçu un ensemble d'autocollants en forme d'étoile dorée qu'ils pouvaient placer sous n'importe laquelle des œuvres d'art, montrant ainsi leur satisfaction ou leur absence en ne plaçant aucune étoile. Chacune des œuvres d'art était ornée d'un livre de commentaires dans lequel les gens pouvaient écrire ce qu'ils voulaient, en les critiquant. Enfin, les participants ont reçu un ensemble d’étiquettes vierges sur lesquelles ils pouvaient écrire ce qu’ils voulaient et les coller au-dessous d’une œuvre d’art donnée; chaque œuvre d'art avait dix points sur lesquels placer des étiquettes,.
D' autres attractions sont une zone où les participants pouvaient tirer des pièces d'art et d' obtenir les commentaires des autres, et une « Pixiv Zone » au deuxième étage qui contenait une exposition retraçant le  ans d'histoire de Pixiv. Chaque participant a également reçu une feuille de questionnaire sur les questions concernant Pixiv dont les réponses se trouvaient dans la zone Pixiv. Les personnes qui ont répondu au questionnaire et qui ont répondu à au moins vingt-cinq des trente questions recevront des cadeaux spéciaux jusqu'à épuisement des stocks. La deuxième convention de Pixiv Festa s'est tenue au même endroit du 11 au 12 juillet 2009. Pour la troisième Pixiv Festa qui s'est tenue du 12 au 13 juin 2010, les deux galeries East et West Design Festa ont été utilisées pour la convention. La quatrième Pixiv Festa a eu lieu du 16 au 17 octobre 2010.

### Pixiv Market
Pixiv a organisé un événement appelé Pixiv Market le 15 novembre 2009 au Tokyo Big Sight à Ariake, Tokyo, Japon. L'événement était similaire à Comiket où les participants ont pu vendre et distribuer leurs œuvres d'art, qu'il s'agisse d'illustrations uniques ou de dōjinshi entiers. La période de candidature des membres Pixiv Premium s'est déroulée du 31 juillet au 12 août 2009 et celle des membres réguliers de Pixiv du 25 août au 10 septembre 2009. Environ 200 stands ont été mis en place pour l'événement.

## Services et médias supplémentaires
En plus du site Web Pixiv, Pixiv Inc. a commencé à développer l’idée d’élargir Pixiv au-delà des limites de son site Web tout en permettant d’utiliser le compte Pixiv d’un utilisateur pour d’autres services périphériques. En octobre 2008, Pixiv Inc. a lancé un forum Internet oekaki appelé Drawr, accessible à tous les utilisateurs possédant un compte Pixiv. Le site Web utilise un système Flash pour permettre aux utilisateurs de dessiner des œuvres via une application Web. Les autres utilisateurs peuvent soumettre des réponses d'art à n'importe quelle œuvre d'art; il n'y a pas d'interface pour la saisie de texte. Contrairement à Pixiv, il n'y a pas de fonction de recherche car il n'y a pas de tags disponibles, et il n'est pas nécessaire de s'inscrire ou de se connecter à Drawr pour parcourir les entrées. Sur Drawr, les utilisateurs peuvent créer des threads où les utilisateurs soumettent des illustrations sur un thème commun ou ajouter à l'image qui a démarré le thread.
En collaboration avec Twitter, Pixiv Inc. a lancé un service Web en juillet 2009 appelé DrawTwit, que toute personne possédant un compte Twitter peut utiliser et permet aux utilisateurs de dessiner des illustrations et de les poster sur Twitter. D'autres utilisateurs peuvent commenter les œuvres en écrivant une limite de 110 caractères ou en dessinant une réponse d'image avec une limite de coups de pinceau de 140 (dans le même esprit que la limite de Twitter de 140 caractères par tweet). DrawTwit était à l'origine un service temporaire disponible lors de la maintenance du site Web de Pixiv le 16 juillet 2009, mais le service s'est avéré assez populaire pour se développer en une entité distincte. En collaboration avec Livedoor, un service de blogs appelé Pixiv Blog a été lancé le 23 avril 2009, que toute personne possédant un compte Pixiv peut utiliser,. Une wiki Pixiv appelée Pixiv Encyclopedia a été lancée le 10 novembre 2009 afin d'indexer et de définir plus de 1,6 million de balises différentes utilisées sur Pixiv, qui peuvent être utilisées par toute personne possédant un compte Pixiv. Une version anglaise de l'encyclopédie et un compte Twitter officiel anglais ont été créés en mai 2011 Un service de chat oekaki appelé Pixiv Chat a été lancé le 15 décembre 2009 pour permettre aux utilisateurs de dessiner de l'art oekaki dans une salle de chat.
En collaboration avec Enterbrain, Pixiv a commencé à produire un magazine en ligne intitulé Pixiv Tsūshin (ピクシブ通信, Pixiv News) le 20 avril 2009,. Le magazine contient des informations relatives à la communauté Pixiv et des informations utiles pour ses utilisateurs. Cela inclut des articles d'actualité sur les dernières nouvelles Pixiv, comment faire des articles, des entrevues avec des artistes populaires sur le site, et des colonnes, y compris d'autres choses. En outre, le magazine couvre les activités proactives des artistes sur le site Web liées au site Web, telles que la tenue d'expositions d'art. Également en collaboration avec Enterbrain, un magazine intitulé Quarterly Pixiv, dont la publication est similaire à celle de Pixiv Tsūshin, commencera à être publié le 28 mai 2010,.
Pixiv a également lancé Pawoo, une instance du réseau de médias sociaux open source décentralisé Mastodon, destiné à sa communauté d'artistes,,. Pawoo Music, une autre instance de Mastodon spécialisée dans les services de musique, a également été lancée. En juillet 2019, Pixiv a annoncé qu'elle arrêterait Pawoo Music le 31 août et mettrait fin au support de l'application mobile Mastodon de Pawoo. L'instance Pawoo continuerait à fonctionner.